# Ролаш
Ро́лаш (порт. Ilhéu das Rolas) — небольшой островок вулканического происхождения в Гвинейском заливе Атлантического океана приблизительно в двух километрах к югу от острова Сан-Томе, лежащий почти на экваторе. Входит в состав округа Кауи (государство Сан-Томе и Принсипи). На острове расположен небольшой курорт, доступный только морским путём - Pestana Equador, поэтому почти вся экономическая деятельность на острове сосредоточена в сфере туризма.